# Flagellaria gigantea
Flagellaria gigantea là một loài thực vật có hoa trong họ Flagellariaceae. Loài này được Hook.f. mô tả khoa học đầu tiên năm 1883.